# 木村進 (海軍軍人)
木村 進（きむら すすむ、1891年（明治24年）6月1日 - 1980年（昭和55年）3月16日）は、日本の海軍軍人。最終階級は海軍中将。

## 経歴
栃木県出身。1912年（明治45年）7月、海軍兵学校（40期）を卒業。翌年12月、海軍少尉に任官し「常磐」乗組となる。1918年（大正7年）12月、から一年間、海軍大学校航海学生として学んだ。
1919年（大正8年）12月、「松江」分隊長となり、「天津風」「秋風」「高崎」の各航海長兼分隊長、運送船監督官、「阿蘇」航海長心得兼分隊長心得、臨時防備隊付、横須賀鎮守府付、「関東」航海長兼分隊長、「富士」分隊長兼教官などを歴任。1925年（大正14年）12月、海軍少佐に昇進し「春日」教官に就任。
1926年（大正15年）11月、「鬼怒」航海長兼分隊長となり、「妙高」「日向」の各航海長兼分隊長などを経て、1931年（昭和6年）12月、海軍中佐に進級。1932年（昭和7年）12月、「春日」教官兼「富士」教官・海軍砲術学校教官に就任し、「浦波」「潮」の各駆逐艦長、第2駆逐隊司令、横須賀鎮守府付、「磐手」副長、第30駆逐隊司令などを歴任し、1936年（昭和11年）12月、海軍大佐に昇進し第19駆逐隊司令となる。1937年（昭和12年）12月、「川内」艦長に就任し、横須賀工廠航海実験部長、「三隈」「榛名」の各艦長などを経て、1941年（昭和16年）8月、水路部第1部長となり太平洋戦争を迎えた。
1942年（昭和17年）3月、第一航空艦隊司令部付となり、第10戦隊司令官に異動し、同年5月、海軍少将に進級。1943年1月19日に駆逐艦「秋月」が被雷損傷した際に負傷。
同月、横須賀鎮守府付となり、第11水雷戦隊司令官、第3艦隊司令部付を経て、二度目の第10戦隊司令官に就任。1944年（昭和19年）11月、軍令部出仕となり、翌月、最後の海軍航海学校長に就任。1945年（昭和20年）5月、海軍中将に進み水路部長となり終戦を迎えた。同年11月、予備役編入となった。
1947年（昭和22年）11月28日、公職追放の仮指定を受けた。

## 栄典
- 1914年（大正3年）1月30日 - 正八位[3]
- 1916年（大正5年）1月21日 - 従七位[4]